# کنستانتین مالخاسیان
کنستانتین هوهانسی مالخاسیان (ارمنی: Կոնստանտին Հովհաննեսի Մալխասյան؛ زادهٔ ۷ ژوئیهٔ ۱۹۱۶ - درگذشته ۱۵ نوامبر ۲۰۰۷) یک خلبان و فرد نظامی اهل ارمنستان بود.

## زندگی‌نامه
در ۷ ژوئیهٔ ۱۹۱۶ در مسکو به دنیا آمد . وی همچنین برنده نشان جنگ میهنی درجه یک و درجه دو، نشان ستاره سرخ (۱۹۴۳, ۱۹۴۹, ۱۹۵۲, ۱۹۵۴, ۱۹۵۷)، نشان پرچم سرخ (۱۹۵۴, ۱۹۵۹, ۱۹۶۶)، نشان جنگ میهنی (درجه دو) (۱۹۴۵, ۱۹۸۵)، نشان دوستی (۲۰۰۵)، مدال به مناسبت یکصدمین سالگرد تولد ولادیمیر ایلیچ لنین، مدال دفاع از مسکو، مدال دفاع از لنینگراد، مدال دفاع از استالینگراد، مدال به خاطر پیروزی مقابل آلمان در جنگ بزرگ میهنی (۱۹۴۵–۱۹۴۱)، مدال بیستمین سال پیروزی در جنگ بزرگ میهنی (۱۹۴۵–۱۹۴۱)، مدال سی‌امین سال پیروزی در جنگ بزرگ میهنی (۱۹۴۵–۱۹۴۱)، مدال چهلمین سال پیروزی در جنگ بزرگ میهنی (۱۹۴۵–۱۹۴۱)، مدال تسخیر کونیگسبرگ، مدال تسخیر برلین، نشان شایستگی نبرد و مدال بزرگداشت ۸۰۰مین سالگرد مسکو شده است. وی در ۱۵ نوامبر ۲۰۰۷ در سن ۹۱ سالگی در ایروان درگذشت و در آرامستان مرکزی ایروان (توخماخ) به خاک سپرده شد.